# Hathras (stad)
Hathras is een stad en gemeente in het district Hathras van de Indiase staat Uttar Pradesh. 

## Demografie
Volgens de Indiase volkstelling van 2001 wonen er 123.243 mensen in Hathras, waarvan 53% mannelijk en 47% vrouwelijk is. De plaats heeft een alfabetiseringsgraad van 60%. 